# Carlos Vela
Carlos Alberto Vela Garrido (Cancún, 1 de março de 1989) é um ex-futebolista mexicano que atuava como atacante.

## Carreira
Após a conquista do Mundial Sub-17 de 2005 pelo México, onde foi também o artilheiro do torneio, Vela, que ainda estava nas categorias de base Chivas Guadalajara, se transferiu para o Arsenal, pelas mãos do caça-talentos Arsène Wenger.
Buscando adquirir experiência, foi emprestado ao Celta de Vigo e ao Salamanca. Mas foi em seu terceiro empréstimo, desta vez ao Osasuna, na temporada seguinte, que Vela chamou a atenção. Devido ao bom futebol, retornou à Inglaterra na temporada 2008–09, com a experiência necessária para entrar, aos poucos, na equipe principal e tentar conquistar seu espaço na disputa com grandes jogadores, como Robin van Persie.
Ainda com poucas chances entre os titulares, foi emprestado ao West Bromwich Albion, em janeiro de 2011. Em agosto de 2011, Carlos Vela acertou mais um empréstimo com o Real Sociedad até o final da temporada 2011–12.
Satisfeito com o desempenho de Vela na temporada em que passou emprestado, o clube espanhol acertou sua contratação em definitivo por quatro anos no dia 17 de julho de 2012. O mexicano deixa o Arsenal após seis anos e meio no clube, onde teve pouquíssimas chances como titular.
Após mais de 6 anos no Los Angeles FC, anunciou sua aposentadoria aos 35 anos.

## Seleção Mexicana

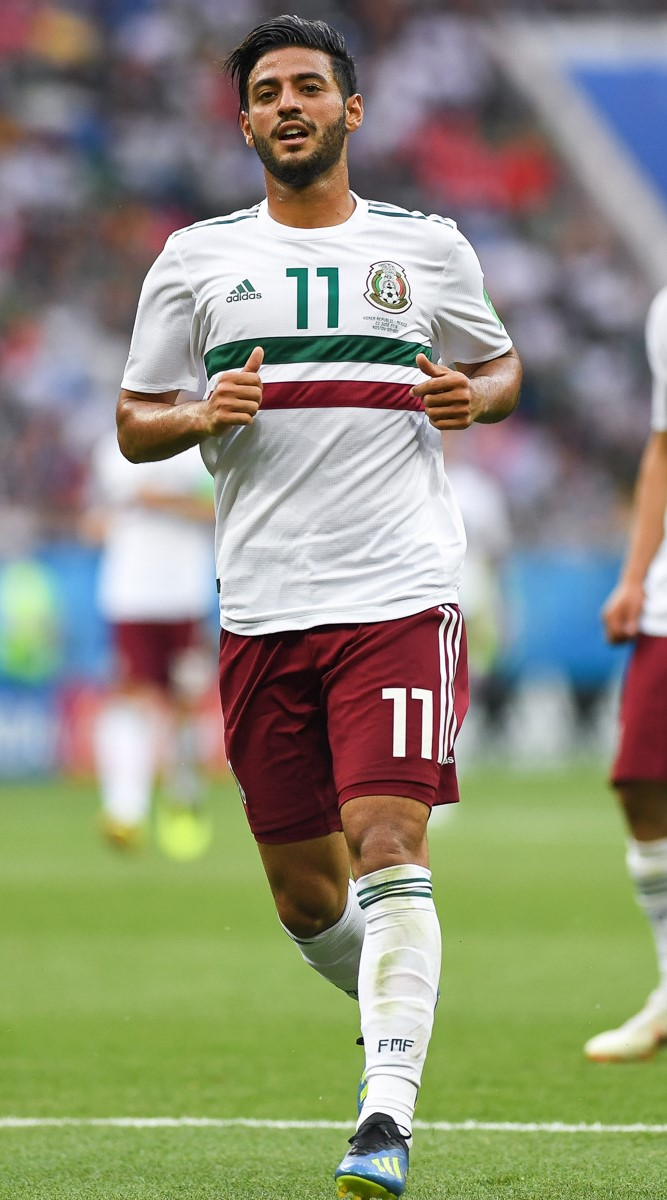
Vela pelo México na Copa do Mundo de 2018.

Integrou o elenco mexicano na Copa do Mundo de 2010. Já na primeira partida do México, na abertura do torneio contra a sede África do Sul, Vela iniciou como titular e chegou a marcar um gol, que foi anulado pelo assistente.
Após a competição ainda em 2009,
foi punido com multa e suspensão da seleção por seis meses pela Federação Mexicana de Futebol, juntamente com Efraín Juárez, por participação em uma festa com presença de prostitutas após partida contra a Colômbia em 8 de setembro. A partir de então não demonstrou mais interesse em integrar a seleção. Apesar da tentativa do treinador Miguel Herrera, Vela não aceitou a convocação para a Copa do Mundo FIFA de 2014.
Entretanto, retornou a Seleção meses depois, em 12 de novembro de 2014 quando anotou dois gols na vitória em partida amistosa contra a Holanda.

## Títulos
Los Angeles FC
- MLS Supporters Shield: 2019 e 2022
- MLS Cup: 2022

Seleção Mexicana
- Copa do Mundo FIFA Sub-17: 2005
- Copa Ouro da CONCACAF: 2009 e 2015

### Prêmios individuais
- Chuteira de Ouro da Copa do Mundo Sub-17 de 2005
- Jogador do mês da La Liga: dezembro de 2013, novembro de 2014
- MLS All-Star: 2018, 2019, 2022
- Melhor XI da MLS: 2018, 2019, 2022
- Jogador do mês da MLS: março de 2019, abril de 2019, setembro de 2019
- Chuteira de Ouro da MLS: 2019
- MVP da MLS: 2019
- Equipe ideal da Liga dos Campeões da CONCACAF: 2020, 2023

### Artilharias
- Copa do Mundo Sub-17 de 2005 (5 gols)
- MLS de 2019 (34 gols)